# Dumus
Dumus is een monotypisch geslacht uit de familie Ritterellidae en de orde Aplousobranchia uit de klasse der zakpijpen (Ascidiacea).

## Soorten
- Dumus areniferus Brewin, 1952